# 変わらない強さ
「変わらない強さ」（かわらないつよさ）は、井口裕香の楽曲。zoppが作詞、tokuが作曲を手掛けた。井口の6枚目のシングルとして2016年2月17日にワーナー・ブラザース・ホームエンターテイメントから発売された。収録された全楽曲とも受験生や新社会人への応援歌的な内容になっている。

## 音楽性
本曲は、テレビアニメ『ヘヴィーオブジェクト』のエンディングテーマに起用された。井口にとって鎌池和馬の作品を担当するのは1stシングル「Shining Star-☆-LOVE Letter」以来からの縁であるため、第1クールエンディングテーマである「ディアブレイブ」の雰囲気を踏襲するよう配慮したという。
GARNiDELiAのtokuが井口の楽曲を担当するきっかけは、2015年1月17日に『こむちゃっとカウントダウン』にゲスト出演したGARNiDELiAの1stアルバム『Linkage Ring』収録の楽曲に感銘を受けたことで、井口の前作「リトルチャームファング」のPV撮影終了時に彼らが制作した楽曲を井口自身の作品で使用することを切望したという。その後スタッフの働きでtoku制作の楽曲を6thシングルで採用することとzoppに詞を書いてもらうことが告げられた。そのためタイトルと歌詞にはzoppがいくつか考案し、うちタイトルに関しては彼の最初の案が採用されたという。
井口曰く「明るい希望が感じられる」前向きでメロディアスなキラキラした疾走感のある曲。
歌詞は葛藤や前に進む気持ちを歌っており、井口自身のそうした一面も反映されている。ちなみに仮歌はGARNiDELiAのボーカルメイリアが担当していたが、当初はメイリアが担当するかどうかはスケジュール任せで、井口自身も彼女のスケジュールに配慮し断ったが、最終的には歌ったという。しかしそのためにメイリアの歌唱力の完璧さがネックとなり、自分らしく歌うことに苦戦したという。
MVは、仕事の不振を理由に山奥で落ち込む内容になっており、衣装は前作のようなセクシー路線ではなく「飾らないけど何となく大人」を表現しているという。そのため白いドレス、ニット、パジャマをそれぞれ着込んでいる。なお当初はパジャマを着るシーンはそれほど多くなかったがスタッフからの好評で増やしたという。

## シングルリリース
2016年2月17日にワーナー・ブラザース・ホームエンターテイメントから発売された。井口のシングルとしては、前作「リトルチャームファング」以来約3か月ぶりのリリースとなる。
販売形態は初回限定盤（1000592201）・通常盤（1000592203）・アニメ盤（1000592202）の3種リリースで、ジャケットは初回限定盤と通常盤が白い服を着た井口が森の中にいる写真、アニメ盤が井口同様白い服を着たミリンダが白い花を握っているアニメイラストとなっている。一方DVDは、初回限定盤が本曲のMVとメイキング、アニメ盤が『ヘヴィーオブジェクト』のノンテロップエンディングとアニメ映像による「in flames」のMVとなっている。
初回限定盤・通常盤の2曲目「Valentine Eve」は、バレンタインイブにおける不器用な女の子の気持ちを歌ったかわいい曲。レコーディングは甲克裕の視線を見ながら行ったという。
アニメ盤の2曲目「in flames」は、『ヘヴィーオブジェクト』の登場人物をイメージした元気が出るライブ感のある曲。歌詞では友情を歌っている。

## シングル収録内容

### 初回限定盤・通常盤
| #         | タイトル                           | 作詞      | 作曲                | 編曲      | 時間  |
| --------- | ---------------------------------- | --------- | ------------------- | --------- | ----- |
| 1.        | 「変わらない強さ」                 | zopp      | toku                | toku      | 4:46  |
| 2.        | 「Valentine Eve」                  | Satomi    | 鈴木一史 長沢知亜紀 | 佐々木裕  | 3:14  |
| 3.        | 「変わらない強さ（Instrumental）」 |           |                     |           | 4:46  |
| 4.        | 「Valentine Eve（Instrumental）」  |           |                     |           | 3:11  |
| 合計時間: | 合計時間:                          | 合計時間: | 合計時間:           | 合計時間: | 15:57 |

| #  | タイトル                                        | 作詞 | 作曲・編曲 |
| -- | ----------------------------------------------- | ---- | ---------- |
| 1. | 「変わらない強さ」(Music Video)                 |      |            |
| 2. | 「Documentary Of Iguchi Yuka "変わらない強さ"」 |      |            |
| 3. | 「TV-SPOT」                                     |      |            |

### アニメ盤
| #         | タイトル                           | 作詞      | 作曲      | 編曲      | 時間  |
| --------- | ---------------------------------- | --------- | --------- | --------- | ----- |
| 1.        | 「変わらない強さ」                 |           |           |           | 4:45  |
| 2.        | 「in flames」                      | 喜介      | 渡辺拓也  | 渡辺拓也  | 3:59  |
| 3.        | 「変わらない強さ（TV size）」      |           |           |           | 1:33  |
| 4.        | 「変わらない強さ（Instrumental）」 |           |           |           | 4:45  |
| 5.        | 「in flames（Instrumental）」      |           |           |           | 3:57  |
| 合計時間: | 合計時間:                          | 合計時間: | 合計時間: | 合計時間: | 19:02 |

| #  | タイトル                                                   | 作詞 | 作曲・編曲 |
| -- | ---------------------------------------------------------- | ---- | ---------- |
| 1. | 「変わらない強さ」(「ヘヴィーオブジェクト」ノンテロップED) |      |            |
| 2. | 「in flames」(Music Video〈Animation ver.〉)               |      |            |
| 3. | 「TV-SPOT」                                                |      |            |

## チャート
| チャート（2016年）                | 最高位 |
| --------------------------------- | ------ |
| オリコン                          | 18     |
| Billboard Japan Hot 100           | 62     |
| Billboard Japan Hot Animation     | 15     |
| Billboard Japan Hot Singles Sales | 18     |